# Max Lakitsch
Max Lakitsch (* 31. Dezember 1927 in Zell an der Ybbs, Niederösterreich; † 5. Oktober 2020 in Linz) war ein österreichischer Politiker (SPÖ).

## Leben
Max Lakitsch besuchte zunächst die Volksschule, ehe er, während er das Realgymnasium besuchte, von der Wehrmacht rekrutiert, Reichsarbeitsdienst in Polen verrichten musste. Während des Kriegsverlaufs diente er auch in der Kriegsmarine und geriet in Schleswig-Holstein kurzzeitig in alliierte Kriegsgefangenschaft.
1946, nach seiner Rückkehr nach Österreich, legte Lakitsch die Matura ab. Sein danach begonnenes Studium als Werkstudent an der Universität für Bodenkultur Wien brach er ab.
1950 wurde Lakitsch Sekretär der SPÖ-nahen Arbeitsgemeinschaft für Sport und Körperkultur zunächst in Niederösterreich, ein Jahr später, nach seinem Umzug dahin, auch in Oberösterreich. 1958 fand Lakitsch Arbeit beim Magistrat der oberösterreichischen Landeshauptstadt Linz, wo er bis 1987 im Sozialreferat tätig war. Zuletzt war Lakitsch Leiter des Wohlfahrtsamtes. Im Magistrat zeichnete sich Lakitsch auch als Gewerkschafter aus.
Neben seinem Hauptberuf war er auch freiberuflicher Sportjournalist sowohl für die Presse wie auch den Rundfunk.
Sein erstes politisches Mandat bekleidete Lakitsch ab 1974, als er als Abgeordneter der Sozialdemokraten in den Oberösterreichischen Landtag einzog. Er war es zunächst bis 1979. Von Oktober 1982 bis April 1983 war Lakitsch Mitglied des österreichischen Bundesrats in Wien. Zuletzt wurde er 1987 erneut als Landtagsabgeordneter in Oberösterreich vereidigt. Er schied 1991 erneut aus dem Landtag aus.

## Auszeichnung
- Silbernes Ehrenzeichen für Verdienste um die Republik Österreich